# Championnats d'Italie d'athlétisme 2017
Les Championnats d'Italie d'athlétisme 2017 sont la 107e édition des Championnats d'Italie d'athlétisme qui se déroule du 30 juin au 2 juillet 2017 à Trieste, dans le stade Giuseppe-Grezar rénové. En italien, ils portent le nom de « Campionati italiani individuali assoluti su pista 2017 ».
Ils sont organisés par le comité régional du Frioul-Vénétie Julienne de la Fédération italienne d'athlétisme.

## Résultats

### Messieurs
- 100 m : Federico Cattaneo, 10 s 24 (+ 2,1 m/s, v. f.)
- 200 m : Eseosa Desalu, 20 s 32 (+ 2,2 m/s)
- 400 m : Davide Re, 46 s 07
- 800 m : Stefano Migliorati, 1 min 49 s 85
- 1 500 m : Joao Bussotti, 3 min 46 s 12
- 5 000 m : Najibe Salami, 14 min 6 s 59
- 3 000 m st : Ala Zoghlami, 8 min 36 s 42
- 110 m haies : Lorenzo Perini, 13 s 54 (+ 3,0)
- 400 m haies : Lorenzo Vergani, 49 s 36
- 10 km marche : Federico Tontodonati, 40 min 34 s 09
- 4 x 100 m : Fiamme Gialle (Valentini, Desalu, Marani, Obou), 40 s 03
- 4 x 400 m : Fiamme Gialle (Lorenzi, Tricca, Valentini, Re), 3 min 6 s 90
- Saut en hauteur : Eugenio Meloni, 2,21 m
- Saut à la perche : Giorgio Piantella, 5,40 m
- Saut en longueur : Filippo Randazzo, 7,95 m (+ 1,1)
- Triple saut : Daniele Cavazzani, 16,40 m (+ 0,7)
- Poids : Sebastiano Bianchetti. 19,74 m
- Disque : Hannes Kirchler, 60,50 m
- Marteau : Marco Lingua, 73,84 m
- Javelot : Mauro Fraresso, 77,36 m.

### Dames
Pour les féminines, il s'agit de la 88e édition.